# روباه پرنده چوک
روباه پرنده چوک (نام علمی: Pteropus phaeocephalus) نام یک گونه از سرده روباه پرنده است.